# Renauld I., grof Neversa
Renauld I. (umro 29. svibnja 1040.) bio je francuski plemić, grof Neversa i Auxerrea od 1028. do svoje smrti u bitki kod Seignelaya protiv Roberta I., burgundskog vojvode.

## Obitelj
Renauld je bio sin Landericha Monceauskog i Matilde Mâconske, a oženio se Hedvigom Francuskom 25. siječnja 1016. godine. 
Hedvigina i Renauldova djeca:
- Vilim I., grof Neversa[1]
- Henrik
- Guy
- Robert
- Adelajda